# Versuchsprotokoll
Ein Versuchsprotokoll beschreibt die Durchführung eines wissenschaftlichen Experiments und dokumentiert Beobachtungen sowie eventuelle Ergebnisse.

## Anwendungsbereiche
Versuchsprotokolle sind in der Forschung notwendig, um die eventuelle Nachprüfung durch andere Forscher zu ermöglichen (geforderte Reproduzierbarkeit der Ergebnisse, siehe Experiment). Übungshalber werden sie im Rahmen der naturwissenschaftlichen Ausbildung zum Beispiel in den Fächern Physik, Chemie, Biologie, Pharmazie und Medizin angefertigt.
Die Lernenden (Schülerinnen und Schüler sowie Studierende), welche im Rahmen ihrer Ausbildung Versuchsprotokolle anfertigen müssen, haben in der Regel Schwierigkeiten bei der korrekten Formulierung und Ausgestaltung eines Protokolls.
Die Dokumentation mittels eines Versuchsprotokolls dient in der Industrie dem Nachweis, dass ein Produkt den gesetzlichen Anforderungen genügt. Dies geschieht im Rahmen der Qualitätssicherung und – soweit erforderlich – der Zulassung.

### Anwendungsbereich Forschung
Im Anwendungsbereich Forschung wurde bereits ein Nutzen des Versuchsprotokolls angesprochen: die Möglichkeit zur Nachprüfung der Ergebnisse anderer. Denn eine wichtige Aufgabe der forschenden Personen ist es ihre Erkenntnisse in der wissenschaftlichen Community auszutauschen. Der Zweck eines Protokolls in der Forschung ist es dahingehend u. a. relevante Gegenstände und Handlungswege sowie die aus dem Experiment resultierenden Ergebnisse festzuhalten.

### Anwendungsbereich Schule

Grobstruktur eines Chemie-Beispielprotokolls

In der Schule ist das Versuchsprotokoll eine Textsorte, die dazu dient, meist das Experiment schriftlich zu fixieren. Diese Experimente sind meist naturwissenschaftsdidaktische Experimente, welche im Unterricht eingesetzt werden. Ein Versuchsprotokoll greift Formen und Ziele der Protokolle aus der Forschung auf, nämlich das Dokumentieren des Experiments und die Darlegung der Erkenntnisse. Es funktionalisiert diese Formen und Ziele für die Anforderungen im schulischen Kontext. Im schulischen Kontext ist das Versuchsprotokoll eine Textsorte, die einen überschaubaren Sachverhalt beschreibt, d. h. in der Regel nur ein Experiment.
Bezüglich den einzelnen Punkten des Aufbaus eines Versuchsprotokolls gibt es einige Aspekte, die besonders in der Schule zu beachten sind. Werden in der Schule Experimenten zum Erkenntnisgewinn der Lernenden durchgeführt, sollte eine Frage formuliert werden. Wenn die Lernenden genug Vorwissen besitzen, sollte eine begründete Hypothese aufgestellt werden, diese könnte auch im Plenum formuliert werden. Es empfiehlt sich bei Geräten, soweit möglich, auch die Volumina anzugeben sowie die benötigte Anzahl. Die Versuchsskizze sollte groß und eindeutig sein, wobei relevante Aspekte beschriftet sind (Chemikalien, Netzgerät o. ä.). Bei der Durchführung sollten klare, exakte Anweisungen gegeben werden, die chronologisch nummeriert sind (Videos oder Comics können ebenfalls als Durchführung dienen). Bei der Beobachtung sollte klar zwischen der eigentlichen Beobachtung und einer Interpretation des Beobachteten unterscheiden werden. In der Interpretation wird nämlich das Vorwissen der Lernenden mit den Beobachtungen verknüpft. Diese Verknüpfung entspricht meist nicht dem, was wirklich beobachtet wurde (Beobachtung: Gasblasen steigen auf; Interpretation: Wasserstoff entsteht). In der Auswertung sollen die wesentlichen Beobachtungen theoretisch erklärt werden. Bezogen auf das Fach Chemie: gibt es eine Reaktion, so sollte eine Reaktionsgleichung formuliert werden. Im Fach Physik sollten passende Rechnungen getätigt werden. Abschließend soll für den Erkenntnisgewinn die Hypothese bzw. die Frage reflektiert werden.

#### Typische Schwierigkeiten
Versuchsprotokolle sind anfangs im naturwissenschaftlichen Unterricht meist stark vorstrukturiert, da die Lernenden an diese Textsorte und den Umgang damit herangeführt werden müssen. Denn das Verfassen eines Protokolls stellt hohe geistige und sprachliche Anforderungen, insbesondere an junge Lernende. Darüber hinaus treten bei Lernenden, die erste Erfahrungen mit Versuchsprotokollen machen, meist folgende Probleme auf: richtige Unterscheidung von Wichtigem und Unwichtigem, fehlende Strukturierung der Inhalte, Gefährdung der Nachvollziehbarkeit durch zu starke Reduktion der Inhalte, fehlende Strukturierung durch Überschriften oder auch Unsicherheiten in Rechtschreibung und Grammatik. Ebenso haben die Lernenden Schwierigkeiten, die Schritte der naturwissenschaftlichen Erkenntnisgewinnung fachlich und inhaltlich korrekt zu trennen, insbesondere die Beobachtung und Interpretation richtig zu unterscheiden. Vorgegeben sollte die Beobachtung und Auswertung nie sein. Mit zunehmender Erfahrung sollten die einzelnen Teile des Protokolls mehr und mehr von den Lernenden übernommen werden.

## Aufbau
Ein Versuchsprotokoll beinhaltet grob folgende Grundstruktur:
1. Datum und Name
2. Titel
3. Thema / Fragestellungen
4. Vermutung (Hypothese)
5. Verwendete Materialien
6. Versuchsaufbau
7. Durchführung
8. Beobachtung (ggf. Messwerte)
9. Auswertung (auch Deutung, Erklärung oder Interpretation. Ggf. einschließlich Fehleranalyse)

### Datum und Name
Bei einem Versuchsprotokoll sollte ein Name dabei sein von demjenigen, der es geschrieben hat. Es sollte auch ein Datum dabei sein, damit man weiß, wann es geschrieben wurde, wenn man es z. B. mit anderen Jahren vergleichen will.

### Titel
Hier wird ein Titel des Protokolls angegeben.

### Thema / Fragestellung
Experimente haben meist ein zentrales Thema bzw. eine Leitfrage. Dieses/Diese wird zuerst angegeben. Die Frage sollte so formuliert werden, dass sie auch durch ein geeignetes Experiment zu beantworten ist. Wenn die Frage zu offen gestellt ist, wird es schwieriger sie zu beantworten.

### Vermutung (Hypothese)
In vielen Fällen hat man vor der Durchführung eine Vermutung darüber, wie das Experiment verlaufen wird. Diese Vermutung soll hier formuliert werden. Dabei können auch mehrere Vermutungen gesammelt werden.

### Verwendete Materialien
Hier sollten die allgemeinen Materialien und Chemikalien, die während des Versuches/Experimentes benötigt wurden, aufgelistet werden.

### Versuchsaufbau
Man sollte eine detaillierte Zeichnung des Versuchsaufbaus anfertigen und die verwendeten Geräte und Geräteteile benennen. Auch Fotos des Versuchs können zur Dokumentation dienen.

### Durchführung
Damit Experimente von anderen nachgemacht und überprüft werden können, bedarf es einer exakten Protokollierung der Versuchsdurchführung. Es gehören dazu die genaue Auflistung der Ausgangssubstanzen bzw. Ausgangsbedingungen, genaue Mengenangabe der verwendeten Stoffe und Temperatur- sowie Druckangaben. Die Durchführungsbeschreibung muss genaue Auskunft darüber geben, wie der Versuch gemacht wurde.
An dieser Stelle ist zu beachten, dass man wirklich nur erklärt, was man tut.

### Beobachtung
Alle Beobachtungen wie zum Beispiel Farbveränderungen, Veränderung der Konsistenz, Verdampfung, Ausfällungen von Substanzen usw. müssen festgehalten werden. Falls es sich um einen quantitativen Versuch handelt, müssen Messungen genaustens festgehalten werden.

### Auswertung (Erklärung / Deutung)
Nach erfolgter Versuchsdurchführung erfolgt die Auswertung (evtl. mit Fehlerrechnung) der erhaltenen Ergebnisse. Die Vorgehensweise hängt dabei sehr von der Art des Versuchs ab. Nicht immer ist es möglich, die Beobachtungen zu erklären. In diesem Fall sollte diskutiert werden, welche weiteren Versuche zur Erklärung angestellt werden müssten. In jedem Fall muss auf die Fragestellung und die Hypothese eingegangen werden.